# Pachyschelus trifasciatus
Pachyschelus trifasciatus es una especie de escarabajo joya del género Pachyschelus, familia Buprestidae. Fue descrita científicamente por Thomson en 1879.